# 적외선

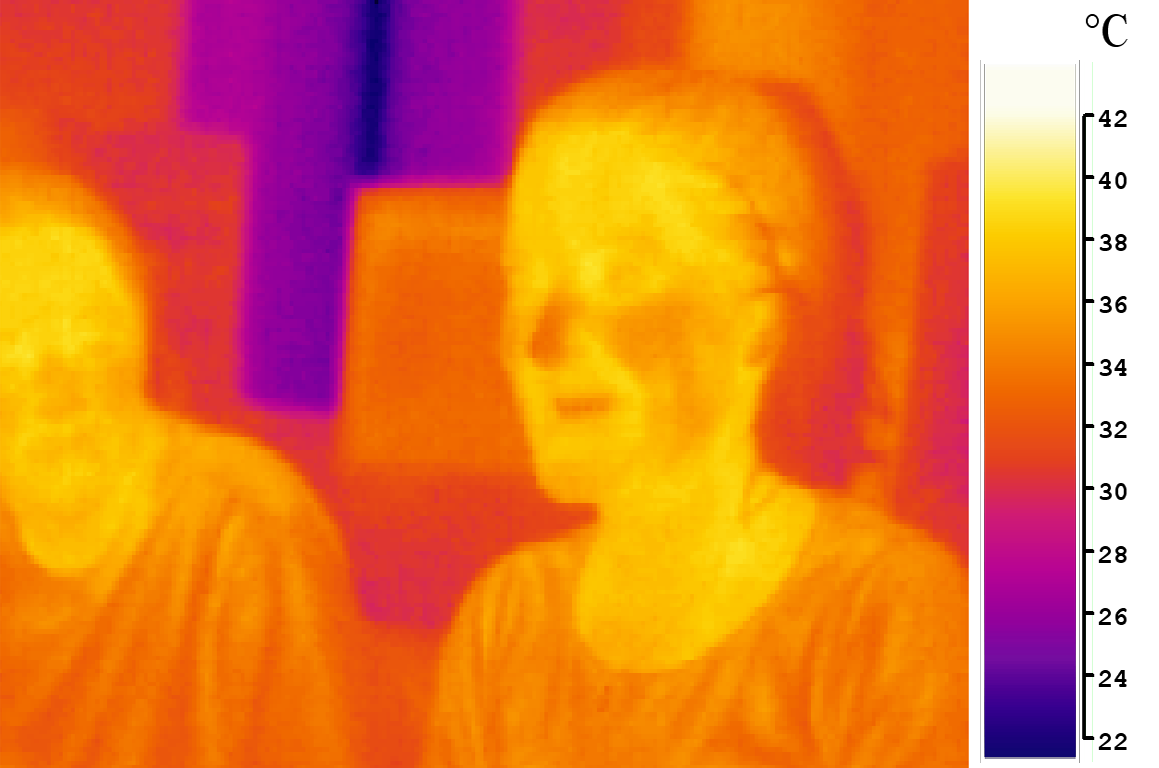

적외선(赤外線, 영어: infrared, infrared radiation, infrared light) 또는 넘빨강살은 전자기파중의 하나로 가시광선보다 파장이 길고 전자레인지에 사용하는 마이크로파보다는 파장이 짧다. 보통 어둠 속에서 열을 내는 물체를 가까이 하면 피부로 온도를 느낄 수 있는데 이것이 바로 적외선이다.

## 의미
적외선(infrared)은 라틴어 'infra'(~아래)를 첨가한 단어로 '붉은색 아래단계'라는 뜻이다. 즉 적외선은 붉은색 가시광선 영역(약 630~780nm) 보다 파장이 더 길다.

## 최초의 적외선 발견
역사적으로 적외선의 존재가 처음 입증된 것은 1800년 독일 출신의 영국 천체학자인 윌리엄 허셜에 의해서였다. 허셜은 스펙트럼으로부터 분리되는 색깔들의 온도를 측정하기 위하여 각 색깔들에 수은온도계를 설치하여 온도를 측정했는데 우연히 빛이 보이지 않는 부분에서도 온도가 상승하는 것을 발견했다. 이는 열기가 눈에 보이지 않는 빛의 상태로도 전달된다는 사실을 발견한 최초의 실험이었다.

## 용도
여러용도로 사용되며 군사 분야에서는 표적 탐지 및 추적에 쓰인다.
공업용이나 의료용으로 사용하기 위한 것으로, 강한 적외선을 방출하는 적외선전구가 있다.
보통의 텅스텐백열전구로부터 방출되는 빛도 대부분 적외선이며, 가시광선은 발광에너지 총량의 2∼3%에 불과하다. 텅스텐필라멘트전구는 약 3.5µm까지의 근적외선원만을 방출하며, 보다 넓은 파장영역의 적외선원으로는 가열된 흑체(黑體:0∼3,300°C)와 네른스트전구가 있다.
또 매우 높은 단색성(單色性)과 강도를 가진 적외선레이저가 연구용·공업용·의료용의 적외선원으로 활용단계에 있다. 0.83 μm(GaAs반도체레이저), 1.3µm, 1.06µm(Nd-YAG 또는 Ndglass 레이저), 2.8µm(HF 레이저), 5µm(CO 레이저), 10.6µm(CO2레이저), 16µm(SF6 레이저)을 방출하는 적외선레이저를 비롯하여, 수십에서 수백 µm 원적외선영역에 발진파장을 가지는 H2O, D2O, HCN, 에탄올레이저 등이 대표적인 적외선레이저이다.
적외선이 강한 열효과를 가지고 있는 것은 적외선의 주파수가 물질을 구성하고 있는 분자의 고유진동수와 거의 비슷하기 때문이다. 이는 물질에 적외선이 부딪히면 전자기적 공진현상(共振現象)을 일으켜 적외광파의 에너지가 효과적으로 물질에 흡수되기 때문이다.
특히 액체나 기체상태의 물질은 각각의 물질에 특유한 파장의 적외선을 강하게 흡수한다. 이 흡수스펙트럼을 조사하여 물질의 화학적 조성·반응과정·분자구조를 정밀히 추정하는 수단으로 쓰는데, 이것을 적외선분광분석이라 한다. 또, 적외선은 파장이 길기 때문에 자외선이나 가시광선에 비하여 미립자에 의한 산란효과가 적어서 공기를 비교적 잘 투과한다.
대기 중에서의 투과성을 이용한 것으로는 항공사진측량(0.8µm)·원거리사진·야간촬영·거리측정·적외선감시장치 등이 있다. 적외선이 가시광선과 다른 반사율을 가지고 있다는 광학적 특성을 이용하여, 화폐·증권·문서 등의 위조검사나 감정에 적외선사진을 활용한다. 또 열효과 특성을 이용한 각종 재료·공산품·농수산품의 적외선 건조와 가열에의 응용은 산업과 실생활에서 널리 쓰인다. 의료면에서는 소독·멸균과 관절 및 근육 치료에 근적외선(near infrared, NIR)이 많이 쓰이고, 10µm의 적외선레이저빔은 외과수술, 종양의 제거, 신경의 연결 등에 실용화되고 있다. 적외선 영상이 진단용으로 쓰이기도 한다.
그밖에 자동경보기, 문의 자동개폐기 등에 적외선과 검출기를 조합하여 쓰기도 한다. 또 학술적 단계에서 적외선레이저빔이 유용하게 사용된다.

## 같이 보기
- 태양 전지